# Bourgvilain
Bourgvilain – miejscowość i gmina we Francji, w regionie Burgundia-Franche-Comté, w departamencie Saona i Loara.
Według danych na rok 1990 gminę zamieszkiwało 276 osób, a gęstość zaludnienia wynosiła 23 osoby/km² (wśród 2044 gmin Burgundii Bourgvilain plasuje się na 637. miejscu pod względem liczby ludności, natomiast pod względem powierzchni na miejscu 800.).